# Церква Різдва Пресвятої Богородиці (Милування)
Церква Різдва Пресвятої Богородиці в Милуванні — парафія і храм греко-католицької громади Української греко-католицької церкви в селі Милування Тисменицької громади Івано-Франківського району Івано-Франківської области.

## Історія
Мурована церква була побудована і освячена в 1869 році. Дерев'яний парафіяльний будинок побудований в 1871 році. Метричні книги велися з 1785 року.
Парафія входила до Устецького та Єзупільського ([1891]) деканатів.
Кількість парафіян: 1886 — 916, 1896 — 1.167, 1906 — 1.220, 1914 — 1.370, 1927 — 1.415, 1938 — 1.415.

## Парохи
- о. Августин Левицький (1885—1893)[1],
- о. Микола Бачинський (1893—1920+)[1],
- о. Іван Блавацький (1923—1931)[1],
- о. Микола Волянський (1931—1932)[1],
- о. Теофіл Глібовицький (1932-1933, адміністратор)[1],
- о. Карло Гробельський (1933—[1938], адміністратор)[1],
- о. Іван Боровський (до 2019)[2],
- о. Петро Семенич (від 2019)[2].